# Compagnia Bianca
Compagnia Bianca del Falco o più semplicemente Compagnia Bianca, fu un'importante compagnia di ventura formata prevalentemente da mercenari stranieri, attiva nel XIV secolo in Europa.

## Fondazione
La Compagnia Bianca, conosciuta anche come Compagnia degli Inglesi, venne creata nel 1361 dai condottieri Giovanni Acuto e Alberto Sterz, dopo la pace di Brétigny, stipulata tra la Francia e l'Inghilterra. Presero parte alla compagnia molti venturieri inglesi, francesi e tedeschi, gran parte dei quali reduci della guerra dei cent'anni. Questa compagnia di ventura trasse la propria denominazione dalle insegne e dall'armatura indossata dai suoi membri, che erano entrambe di colore bianco.
Caratteristica di questa compagnia era la tattica di combattimento, detta all'inglese: in ogni battaglia, i cavalieri scendevano da cavallo e combattevano a piedi dotati di una lunga lancia, per evitare che i cavalli venissero uccisi. Altra innovazione di questa compagnia fu l'uso dell'arco al posto della balestra. Pur essendo una compagnia formata in prevalenza da inglesi, alla sua creazione il comando venne assunto da Alberto Sterz, detto anche Alberto Tedesco.

## La Compagnia Bianca di Alberto Sterz
Sotto il governo di Alberto Sterz contava 2.000 lancieri. Dopo aver attaccato e devastato le terre francesi, nel 1362 la compagnia fece la sua prima apparizione in Italia, quando venne assoldata dal marchese Giovanni II del Monferrato, prima contro Galeazzo II Visconti e poi contro Amedeo VI di Savoia. Furono saccheggiate diverse località e i venturieri portarono con sé il contagio della peste. Molti borghi furono conquistati e gli avversari continuarono ad arretrare, sino a quando venne raggiunta una tregua. Ciononostante, nel 1363, sempre al soldo dei monferrini, si scontrò a Novara contro la Grande Compagnia del Conte Lando, che sconfisse e distrusse.
Alla fine di questa vittoriosa battaglia, la Compagnia Bianca passò al soldo di Pisa nella guerra contro Firenze. Le milizie si ingrandirono e arrivarono a contare 3.500 cavalieri e 2.000 fanti. Venne molestato il territorio attorno a Firenze, ma ciononostante la città non venne conquistata; furono tuttavia saccheggiati e distrutti i sobborghi vicini. Alla fine della battaglia i pisani pagarono un'ingente somma e una parte della compagnia con lo Sterz abbandonò il territorio. Nel 1364, dopo la sconfitta ad opera dei Fiorentini nella battaglia di Cascina, la Compagnia Bianca venne sciolta.

## La Compagnia Bianca di Giovanni Acuto

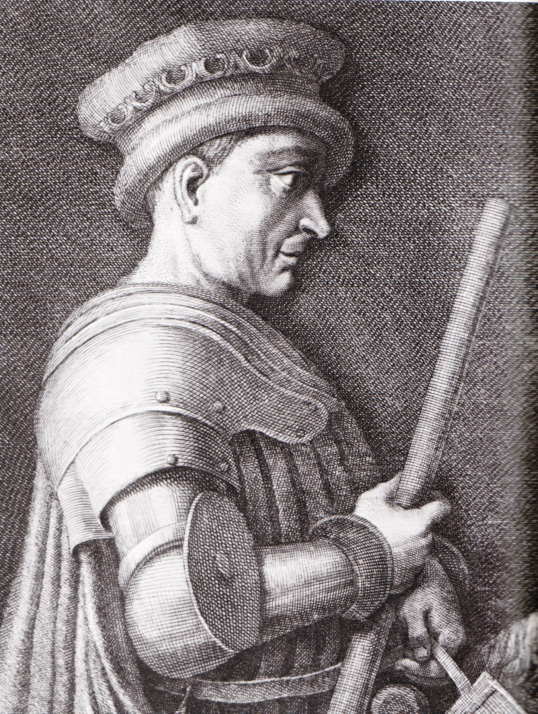
Giovanni Acuto in una incisione

La Compagnia Bianca venne rifondata da Giovanni Acuto, che ne assunse il comando, e vi si unirono tutti i membri che come l'Acuto avevano deciso di rimanere al soldo di Pisa. Il numero di militari ammontava a circa 5.000 unità. Sotto il comando del condottiero inglese, la compagnia si distinse rispetto alle altre, per esempio quelle tedesche, in quanto a fedeltà nei confronti dei propri committenti, portando a termine la maggior parte dei contratti. Sempre al soldo dei pisani, e alleati dello Stato della Chiesa, nel 1375 prese parte alla guerra degli Otto Santi contro Firenze, che durò tre anni, e che dopo aspri e duri combattimenti, tra cui la strage di Cesena, si concluse con una tregua.
Nel 1378 la Compagnia Bianca passò al soldo di Firenze; nel 1387 passò al servizio dei Carraresi contro Verona, le cui milizie erano guidate da Giovanni Ordelaffi e Ostasio II da Polenta, nella vittoriosa battaglia di Castagnaro. Questo successo consentì all'Acuto di ottenere grande fama.
Dal 1390 fu nuovamente al soldo di Firenze, per la quale respinse i continui attacchi delle truppe viscontee.